# جيري إي. باترسون
جيري إي. باترسون (بالإنجليزية: Jerry E. Patterson)‏ هو ضابط وسياسي أمريكي، ولد في 15 نوفمبر 1946 في هيوستن في الولايات المتحدة. حزبياً، نشط في الحزب الجمهوري. وقد انتخب عضو مجلس ولاية تكساس وانتخب Texas General Land Office ‏.

## وصلات خارجية
- الموقع الرسمي